# Звёздные врата: Континуум
«Звёздные врата: Континуум» (англ. Stargate: Continuum) — художественный фильм, основанный на популярном научно-фантастическом телесериале «Звёздные врата: SG-1». «Континуум» был выпущен в 2008 году и стал третьим полнометражным фильмом во вселенной Звёздных врат. Режиссёром фильма стал Мартин Вуд, создавший более 70 эпизодов «SG-1» и его спин-оффа «Звёздные врата: Атлантида». Фильм финансировался совместно студией MGM и компанией 20th Century Fox Home Entertainment. Бюджет фильма составил 7 миллионов долларов.
Сюжет фильма повествует о путешествии во времени. Системному владыке гоа’улду Ба’алу, удалось изменить временную линию так, что жители Земли забыли о существовании Звёздных врат и оказались беззащитными перед нашествием гоа’улдов. В этом фильме встречается множество знакомых поклонникам сериала персонажей: Ниррти и других Системных владык. Несколько сцен снималось в Арктике при минусовой температуре на исследовательской полярной станции (APLIS) ВВС США, находящейся в 370 км к северу от залива Прудхоу-Бей, штат Аляска, США. В фильме также принимал участие военный корабль США SSN-757 «Александрия».

## В ролях
- Ричард Дин Андерсон — генерал-майор/полковник Джек О'Нилл
- Майкл Шэнкс — доктор Дэниел Джексон
- Аманда Таппинг — полковник Саманта Картер
- Кристофер Джадж — Тил'к
- Бен Браудер — полковник Кэмерон Митчелл, дед Митчелла
- Клаудия Блэк — Вала Мал Доран / Кетеш
- Бо Бриджес — генерал-майор Хэнк Лэндри
- Клифф Саймон — Ба’ал
- Дон С. Дэвис — генерал-лейтенант Джордж Хэммонд
- Жаклин Самуда — Ниррти
- Уильям Дивейн — президент Генри Хейс
- Гэри Джонс — главный старшина Уолтер Харриман
- Дэн Шей — сержант Слай Сайлер
- Стив Бэйсик — Камул
- Рон Халдер — Хронос
- Винс Крестежо — Юй
- Джей Уильямс — Ра
- Колин Каннингхэм — майор Пол Дэвис

## Сюжет
SG-1 и генерал Джек О'Нилл посещают церемонию по извлечению симбионта гоа'улда из последнего клона Ба’ала на родной планете ток’ра. Ба’ал смеётся, утверждая что настоящий Ба’ал в этот самый момент воплощает в жизнь план возмездия. Оказывается, настоящий Ба’ал переместился на Землю в 1939 год и перебил экипаж сухогруза «Ахиллес», перевозящего звёздные врата из Египта в США. Капитану (дед Митчелла) удаётся перед смертью выбросить бомбу, оставленную Ба’алом, за борт прежде, чем она могла бы уничтожить корабль. В настоящем времени, Вала Мал Доран и Тил'к растворяются в воздухе на глазах у всех, а за ними следуют ток’ра и их здания. Митчеллу, Картер и Дэниелу едва удаётся добежать до звёздных врат и отправиться на Землю, но О’Нилла убивает Ба’ал-клон. Они появляются в трюме «Ахиллеса», которого течение принесло в Арктику — своими действиями Ба’ал создал альтернативную реальность, в которой программа звёздных врат никогда не существовала. После бегства с тонущего «Ахиллеса» команду спасает отряд под предводительством полковника Джека О’Нилла. Несмотря на то, что генерал Хэнк Лэндри верит им, он запрещает SG-1 менять прошлое. Всем троим предоставляют новые личности (Картер этого мира разбилась на шаттле, Митчелл никогда не существовал из-за гибели деда, а Дэниел всё ещё является малоизвестным археологом) и запрещают встречаться друг с другом.
Проходит год, и SG-1 вызывают президент США Гейс и генерал Хэммонд, когда в небе замечены боевые корабли гоа’улдов. За 70 лет Ба’алу, используя знания будущего, удалось победить всех остальных Системных владык и собрать достаточно мощный флот, чтобы захватить Землю. Кетеш (всё ещё в теле Валы) является королевой Ба’ала, а Тил’к — его первым помощником, которому Ба’ал пообещал свободу его соплеменников-джаффа. Гейс и Хэммонд рассказывают SG-1 что были найдены врата в Антарктиде; также была послана команда бурильщиков для обнаружения заставы Древних. SG-1 отправляются на задание добыть источник питания для расположенного в заставе кресла Древних, с помощью которого можно было бы отразить атаку гоа’улдов. Тем временем на орбиту Земли прибывает армада Ба’ала. Ба’ал объявляет, что не собирается уничтожать Тау’ри. Однако Кетеш предаёт Ба’ала и заставляет его рассказать ей всю правду. Она приказывает уничтожить станцию Мак Мёрдо и заставу Древних, после чего она убивает Ба’ала после того, как её предательство обнаруживает Тил’к. Тил’ку удаётся бежать, а Кетеш приказывает армаде начать орбитальную бомбардировку поверхности Земли, пока она сама направляется захватить машину времени Ба’ала.
Во время массированной атаки гоа’улдов SG-1 отправляются в Россию, так как русским удалось выловить другие звёздные врата со дна океана. По пути на истребители команды нападают боевые корабли гоа’улдов, но своевременное вмешательство звена российских МиГов спасает SG-1. Тил’к также прибывает в здание, где хранятся врата, надеясь добраться до машины времени раньше Кетеш. SG-1 удаётся убедить Тил’ка временно сотрудничать с ними и отправиться через врата к машине времени Ба’ала. Оказывается, Ба’ал разместил во многих звёздных системах спутники слежения в поисках солнечных вспышек, которое затем анализирует суперкомпьютер для расчёта прыжка во времени через врата. SG-1 необходимо ждать нужной солнечной вспышки, чтобы попасть в прошлое, но начинают появляться войска Кетеш. Тил’к, Картер и Дэниел смертельно ранены в перестрелке. Лишь Митчеллу удаётся прыгнуть через врата в 1929 год. Тил’к перед смертью, уничтожает машину времени и Кетеш гранатой. В прошлом, прождав 10 лет, Митчелл пробирается на борт «Ахиллеса» и, поджидая около звёздных врат в трюме корабля, убивает вышедшего из врат Ба’ала. В восстановленной реальности SG-1, в неведении о прошедших событиях, наблюдают за процедурой извлечения симбионта без каких-либо инцидентов. Вернувшись на Землю, Дэниел рассуждает на тему последних слов Ба’ала-клона, но Митчелл советует не думать об этом.